# 金敏爀
金敏爀（キム・ミンヒョク、キム・ミニョク、김민혁、1992年2月27日 - ）は、韓国出身のプロサッカー選手。元韓国代表。ポジションはディフェンダー（センターバック）。

## 来歴
高校在学時の2008年、KFAが主導で行っている優秀選手海外留学プログラムの第6期生として孫興民、キム・ジョンピルと共にハンブルガーSVに練習生として参加。韓国大学選手権では優勝に貢献し、MVPにも選出された。
2014年12月、韓国代表のAFCアジアカップ2015のトレーニングキャンプメンバーに招集され、韓国代表に初招集された。
2015年4月3日、J1第4節・鹿島アントラーズ戦にて金崎夢生に対するホールディングで警告を受けた際、転倒した金崎の顔面を左足スパイクで踏みつけて警告を受けた。この判定に対して鹿島側は、故意に踏みつけたような映像が残っており、目に当たれば失明の可能性もあったとして規律委員会に処分の申し立てを行った。申請を基に、規律委員会は映像を用いて踏みつけ行為を確認・検証、審判員、マッチコミッショナー、および本人にも事実関係を確認し、競技および競技会における懲罰基準に照らして審議した結果「選手等に対する暴行・脅迫および一般大衆に対する挑発行為」に該当し、試合中に審判員が確認できなかった「極めて悪質な行為」と判断、同月7日に公式戦4試合(J1リーグ2試合、ナビスコ2試合)の出場停止処分が下された。
2019年、全北現代モータースに移籍。2022年には城南FCに移籍したが負傷の影響でリーグ戦4試合の出場に留まった。
2023年7月5日、タイ・リーグ1王者のブリーラム・ユナイテッドFCに加入。
2025年7月28日、Kリーグ2の忠南牙山FCに加入。

## 所属クラブ
ユース経歴
- 順天高校
- 崇実大学校

プロ経歴
- 2014年 - 2018年  サガン鳥栖
- 2019年 - 2021年  全北現代モータース
- 2022年  城南FC
- 2023年 - 2025年  ブリーラム・ユナイテッドFC
- 2025年 -  忠南牙山FC

## Jリーグでの個人成績
| 国内大会個人成績 | 国内大会個人成績 | 国内大会個人成績 | 国内大会個人成績 | 国内大会個人成績 | 国内大会個人成績 | 国内大会個人成績 | 国内大会個人成績 | 国内大会個人成績 | 国内大会個人成績 | 国内大会個人成績 | 国内大会個人成績 |
| 年度             | クラブ           | 背番号           | リーグ           | リーグ戦         | リーグ戦         | リーグ杯         | リーグ杯         | オープン杯       | オープン杯       | 期間通算         | 期間通算         |
| 年度             | クラブ           | 背番号           | リーグ           | 出場             | 得点             | 出場             | 得点             | 出場             | 得点             | 出場             | 得点             |
| 日本             | 日本             | 日本             | 日本             | リーグ戦         | リーグ戦         | リーグ杯         | リーグ杯         | 天皇杯           | 天皇杯           | 期間通算         | 期間通算         |
| ---------------- | ---------------- | ---------------- | ---------------- | ---------------- | ---------------- | ---------------- | ---------------- | ---------------- | ---------------- | ---------------- | ---------------- |
| 2014             | 鳥栖             | 2                | J1               | 27               | 0                | 1                | 0                | 2                | 0                | 30               | 0                |
| 2015             | 鳥栖             | 5                | J1               | 25               | 0                | 4                | 1                | 3                | 0                | 32               | 1                |
| 2016             | 鳥栖             | 5                | J1               | 33               | 0                | 3                | 0                | 2                | 0                | 38               | 0                |
| 2017             | 鳥栖             | 5                | J1               | 33               | 3                | 3                | 0                | 2                | 0                | 38               | 3                |
| 2018             | 鳥栖             | 5                | J1               | 27               | 0                | 6                | 0                | 3                | 0                | 36               | 0                |
| 通算             | 日本             | 日本             | J1               | 145              | 3                | 17               | 1                | 12               | 0                | 174              | 4                |
| 総通算           | 総通算           | 総通算           | 総通算           | 145              | 3                | 17               | 1                | 12               | 0                | 174              | 4                |

## 代表・選抜歴
- U-17韓国代表
  - 2009 FIFA U-17ワールドカップ（2009年）
- 韓国大学選抜（2013年）
- U-22韓国代表
  - 2014年仁川アジア大会（2014年）
- 韓国代表
  - 東アジアカップ2015（2015年）
  - 2018 FIFAワールドカップ・アジア予選（2016年～2017年）